# Sowi Dół
Sowi Dół – osada leśna w Polsce położona na Kociewiu w województwie pomorskim, w powiecie starogardzkim, w gminie Lubichowo, w kompleksie Borów Tucholskich.
Obecnie nadzór nad Leśnictwem Sowi Dół sprawuje leśniczy Ginter Hubert i podleśniczy Krzysztofa Trzebiatowska. 
W latach 1975–1998 miejscowość położona była w województwie gdańskim.
Na wysokim, prawym brzegu Wdy między zabudowaniem Pólka a leśniczówką Sowi Dół zachował się Menhir z II w. n.e..